# Overhang (bergklimmen)

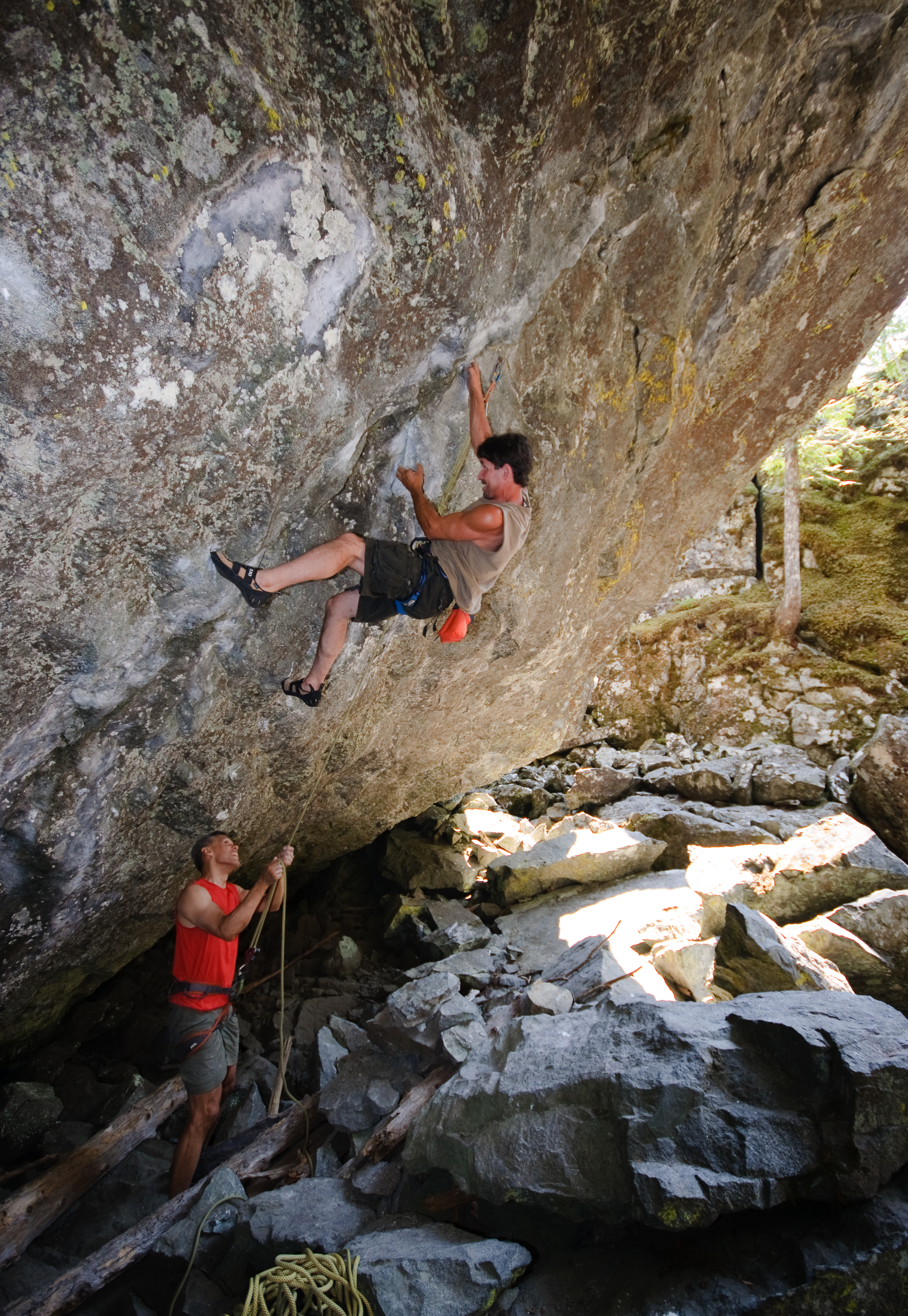
Voorbeeld van een overhang klimmen

Een overhang bij het berg- en sportklimmen is een veelgebruikte term  om de hellingshoek van de te beklimmen wand of muur aan te duiden. Met overhang wordt bedoeld dat de wand meer dan 90° of verticaal is. Men kent verschillende uitdrukkingen zoals licht- en zwaar overhangend. Eenmaal men bijna het horizontale vlak bereikt zoals 135° dan spreekt men in klimtermen van een dak.
Klimmen via een overhang vraagt een grote inzet in kracht en een goede techniek. Vooral de kracht van het bovenlichaam met een goede combinatie van been- en armtechniek. Deze vorm van klimmen lijkt vaak intimiderend voor de niet-ingewijden, maar dankzij de goede klimtechniek, bewegingstechniek en training is deze vorm van klimmen uitvoerbaar.